# Saint-Firmin (Nièvre)
 Saint-Firmin  es una población y comuna francesa, situada en la región de Borgoña, departamento de Nièvre, en el distrito de Nevers y cantón de Saint-Benin-d'Azy.

## Demografía
| 163 | 158 | 124 | 117 | 116 | 134 |
| Para los censos de 1962 a 1999 la población legal corresponde a la población sin duplicidades (Fuente: INSEE [Consultar]) |     |     |     |     |     |